# تاري
تاري هي مدينة، في أستراليا، تقع في نيوساوث ويلز، هي عاصمة City of Greater Taree ‏، بلغ عدد سكانها 16,197  نسمة وذلك حسب إحصائيات سنة 2016، رمزها البريدي هو 2430.

## المناخ
يظهر الجدول التالي التغييرات المناخية على مدار السنة لتاري:
| البيانات المناخية لـتاري          | البيانات المناخية لـتاري | البيانات المناخية لـتاري | البيانات المناخية لـتاري | البيانات المناخية لـتاري | البيانات المناخية لـتاري | البيانات المناخية لـتاري | البيانات المناخية لـتاري | البيانات المناخية لـتاري | البيانات المناخية لـتاري | البيانات المناخية لـتاري | البيانات المناخية لـتاري | البيانات المناخية لـتاري | البيانات المناخية لـتاري |
| الشهر                             | يناير                    | فبراير                   | مارس                     | أبريل                    | مايو                     | يونيو                    | يوليو                    | أغسطس                    | سبتمبر                   | أكتوبر                   | نوفمبر                   | ديسمبر                   | المعدل السنوي            |
| --------------------------------- | ------------------------ | ------------------------ | ------------------------ | ------------------------ | ------------------------ | ------------------------ | ------------------------ | ------------------------ | ------------------------ | ------------------------ | ------------------------ | ------------------------ | ------------------------ |
| الدرجة القصوى °م (°ف)             | 42.5 (108.5)             | 46.2 (115.2)             | 41.4 (106.5)             | 37.0 (98.6)              | 30.3 (86.5)              | 27.6 (81.7)              | 28.9 (84.0)              | 31.4 (88.5)              | 38.0 (100.4)             | 40.1 (104.2)             | 43.4 (110.1)             | 42.7 (108.9)             | 46.2 (115.2)             |
| متوسط درجة الحرارة الكبرى °م (°ف) | 29.0 (84.2)              | 28.6 (83.5)              | 27.3 (81.1)              | 24.7 (76.5)              | 21.5 (70.7)              | 19.1 (66.4)              | 18.5 (65.3)              | 19.9 (67.8)              | 22.7 (72.9)              | 24.9 (76.8)              | 26.7 (80.1)              | 28.4 (83.1)              | 24.3 (75.7)              |
| متوسط درجة الحرارة الصغرى °م (°ف) | 17.6 (63.7)              | 17.6 (63.7)              | 16.0 (60.8)              | 13.0 (55.4)              | 9.8 (49.6)               | 7.3 (45.1)               | 5.9 (42.6)               | 6.4 (43.5)               | 8.6 (47.5)               | 11.5 (52.7)              | 14.1 (57.4)              | 16.4 (61.5)              | 12.0 (53.6)              |
| أدنى درجة حرارة °م (°ف)           | 9.3 (48.7)               | 10.7 (51.3)              | 7.0 (44.6)               | 3.3 (37.9)               | −2.3 (27.9)              | −1.7 (28.9)              | −5 (23)                  | −1.8 (28.8)              | −0.7 (30.7)              | 0.6 (33.1)               | 4.0 (39.2)               | 8.0 (46.4)               | −5 (23)                  |
| معدل هطول الأمطار مم (إنش)        | 118.9 (4.68)             | 138.7 (5.46)             | 149.5 (5.89)             | 117.0 (4.61)             | 96.8 (3.81)              | 97.7 (3.85)              | 73.9 (2.91)              | 61.2 (2.41)              | 60.2 (2.37)              | 75.6 (2.98)              | 86.6 (3.41)              | 100.0 (3.94)             | 1٬178٫8 (46.41)          |
| متوسط الأيام الممطرة              | 10.7                     | 11.2                     | 12.4                     | 10.5                     | 9.4                      | 8.9                      | 7.4                      | 7.8                      | 7.6                      | 9.4                      | 9.8                      | 10.5                     | 115.6                    |
| Average afternoon رطوبة نسبية (%) | 61                       | 62                       | 63                       | 60                       | 60                       | 59                       | 54                       | 51                       | 51                       | 58                       | 57                       | 59                       | 58                       |
| المصدر:                           |                          |                          |                          |                          |                          |                          |                          |                          |                          |                          |                          |                          |                          |

## أعلام
- إيرين أوسبورن
- تروي بايليس
- باول كارول
- بروس كوان
- جادي نورث
- جو فازيو
- ليه موراي